# Topaze
Topaze är en svensk TV-film gjord förd TV-teatern 1963. Förlagan var pjäsen med samma namn av Marcel Pagnol. För regin stod Jan Molander.

## Rollista
- Maude Adelson – Ernestine Muche
- Carl-Olof Alm – Roger de Berville
- Mona Andersson
- Erik "Bullen" Berglund – äldre herre
- Ingrid Borthen
- Allan Edwall – Albert Topaze
- Sigge Fürst – Oscar Muche
- Heinz Hopf – Tamise
- Margaretha Krook – Suzy Courtois
- Eva Levén – Fanny
- Holger Löwenadler – Laurent Castel-Benac
- Toivo Pawlo – polis
- Brita Öberg

### Fotnoter
1. ↑  ”Topaze”. IMDb.com. http://www.imdb.com/title/tt0178069/. Läst 14 mars 2013.